# Xesta (La Lama)
Xesta (oficialmente San Bartolomeu de Xesta) es una parroquia española del municipio de La Lama, perteneciente a la provincia de Pontevedra, en la comunidad autónoma de Galicia.

## Toponimia
La parroquia puede aparecer referida con las grafías «Xesta» y «Giesta».

## Historia
Hacia mediados del siglo XIX, la parroquia, ya por entonces perteneciente a La Lama, tenía contabilizada una población de seiscientos habitantes. Aparece descrita en el octavo volumen del Diccionario geográfico-estadístico-histórico de España y sus posesiones de Ultramar de Pascual Madoz con las siguientes palabras:

GIESTA (San Bartolomé): felig. en la prov. de Pontevedra (4 leg.), part. jud. de Puente-Caldelas (2), dióc. de Tuy (8), ayunt. de Lama (1): sit. entre montañas. La combaten principalmente los aires del N. y S.: el clima es frio, y las enfermedades mas comunes fiebres y pulmonias. Tiene 180 casas distribuidas en los l. de Giesta, Linares y Pigarzos. Hay escuela de primeras letras frecuentada por 26 niños, cuyos padres dan al maestro la retribucion convenida. Y para surtido del vecindario se encuentran varias fuentes de buenas aguas. La igl. parr. (San Bartolomé) está servida por un cura de entrada y de nombramiento de los vec.: fué aneja de la de San Martin de Berducido hasta el año de 1780 en que se hizo independiente. Confina el térm. N. monte Suido; E. felig. de Laje; S. felig. de San Bartolomé de Seijido, y O. la de Gajate. El terreno es de inferior calidad: en esta parr. y su mencionado l. de Pigarzos tiene origen el riach. Octaven que se une al r. Caldelas en Sotomayor: el correo se recibe en la v. de Caldelas. prod.: maiz, centeno, palatas y pastos; se cria ganado vacuno, caballar, mular, de lana y cabrio; hay caza de conejos, perdices y animales dañinos como lobos y zorros. ind.: la agricultura, canteria y arrieria. pobl.: 176 vec., 600 alm. contr. con su ayunt. (V.).
(Madoz, 1847, p. 405)

En 2023, tenía empadronados 336 habitantes.